# Championnat de Malte de football 1971-1972
Navigation
Saison précédente Saison suivante
La saison 1971-1972 de First Division Maltaise était la cinquante-septième édition de la première division maltaise.
Lors de cette saison, le Sliema Wanderers FC a conservé son titre de champion face aux neuf meilleurs clubs maltais lors d'une série de matchs se déroulant sur toute l'année.
Les dix clubs participants au championnat ont été confrontés à deux reprises aux neuf autres.
Le Sliema Wanderers FC a été sacré champion de Malte pour la vingtième fois.
Deux places étaient qualificatives pour les compétitions européennes, la troisième place étant celles du vainqueur du Trophée Rothman 1971-1972.

## Qualifications en coupe d'Europe
À l'issue de la saison, le champion a participé au 1er tour de la Coupe des clubs champions 1972-1973.
Le vainqueur du Trophée Rothman a pris la place pour la Coupe des coupes 1972-1973.
Le troisième du championnat, le Floriana FC étant qualifié en Coupe des coupes, a pris la place en Coupe UEFA 1972-1973.

## Les dix clubs participants
| Club                | Stade             | Capacité | Ville      |
| ------------------- | ----------------- | -------- | ---------- |
| Birkirkara-Luxol    | Infetti Ground    | 2 000    | Birkirkara |
| Floriana FC         | -                 | -        | Floriana   |
| Gzira United FC     | -                 | -        | Gzira      |
| Hamrun Spartans     | Victor Tedesco    | 6 000    | Hamrun     |
| Paola Hibernians FC | Hibernians Ground | 8 000    | Paola      |
| Marsa FC            | -                 | -        | Marsa      |
| Qormi FC            | -                 | -        | Qormi      |
| Sliema Wanderers FC | Guze Fava Ground  | 4 000    | Sliema     |
| La Vallette FC      | -                 | -        | La Valette |
| Zebbug Rangers FC   | -                 | -        | Zebbug     |

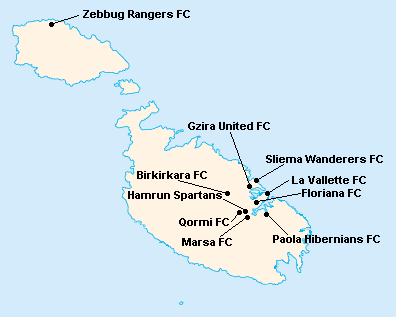
Localisation des clubs engagés dans le championnat.

L'île de Malte étant relativement petite, les clubs évoluent tous au stade National Ta'Qali (17 400 places). Certain cependant ont leur propre enceinte qu'ils peuvent éventuellement utiliser.

## Compétition

### Classement
| Rang | Équipe                  | Pts | J  | G  | N | P  | Bp | Bc | Diff |
| ---- | ----------------------- | --- | -- | -- | - | -- | -- | -- | ---- |
| 1    | Sliema Wanderers FC (T) | 26  | 18 | 10 | 6 | 2  | 28 | 7  | +21  |
| 2    | Floriana FC (C)         | 26  | 18 | 10 | 6 | 2  | 17 | 7  | +10  |
| 3    | La Vallette FC          | 24  | 18 | 10 | 4 | 4  | 18 | 13 | +5   |
| 4    | Paola Hibernians FC     | 18  | 18 | 5  | 8 | 5  | 11 | 11 | 0    |
| 5    | Birkirkara FC (P)       | 17  | 18 | 4  | 9 | 5  | 17 | 12 | +5   |
| 6    | Gzira United FC         | 17  | 18 | 5  | 7 | 6  | 12 | 12 | 0    |
| 7    | Marsa FC                | 16  | 18 | 5  | 6 | 7  | 17 | 22 | -5   |
| 8    | Hamrun Spartans (P)     | 15  | 18 | 4  | 7 | 7  | 13 | 13 | 0    |
| 9    | Zebbug Rangers FC       | 13  | 18 | 3  | 7 | 8  | 16 | 32 | -16  |
| 10   | Qormi FC                | 8   | 18 | 1  | 6 | 11 | 6  | 26 | -20  |

| Légende : Qualifications et relégations | Légende : Qualifications et relégations                                                     |
| --------------------------------------- | ------------------------------------------------------------------------------------------- |
|                                         | Coupe des clubs champions 1972-1973 (1er Tour)                                              |
|                                         | Coupe des coupes 1972-1973 (1er Tour)                                                       |
|                                         | Coupe UEFA 1972-1973 (1er Tour)                                                             |
|                                         | Relégation en Second Division Maltaise                                                      |
|                                         | (T) : Tenant du titre 1970-1971 (P) : Promu en 1970-1971 (C) : Vainqueur du Trophée Rothman |

## Bilan de la saison
| Tableau d'Honneur       |                     |
| Compétition             | Vainqueur           |
| First Division Maltaise | Sliema Wanderers FC |
| Trophée Rothman         | Floriana FC         |

| Qualifications européennes 1972-1973 |                     |
| Coupe des clubs champions            | Qualifiés           |
| 1er tour                             | Sliema Wanderers FC |
| Coupe des coupes                     | Qualifiés           |
| 1er tour                             | Floriana FC         |
| Coupe UEFA                           | Qualifiés           |
| 1er tour                             | La Vallette FC      |

| Promotions et relégations            |                                |
| Relégués en Second Division Maltaise | Zebbug Rangers FC Qormi FC     |
| Promus de Second Division Maltaise   | St. George's FC St. Patrick FC |